# Platyzosteria variolosa
Platyzosteria variolosa es una especie de cucaracha terrestre del género Platyzosteria, tribu Polyzosteriini, subfamilia Polyzosteriinae. Fue descrita científicamente por Bolívar en 1883.

## Distribución
Se distribuye por Oceanía: Nueva Caledonia.